# أيزو لوهي جيرفي
أيزو لوهي جيرفي هي بحيرة متوسطة الحجم تقع في منطقة مستجمعات المياه الرئيسي تورنين جوكي. وهي تقع في بلدية يليتورنو، في منطقة إقليم لابي (فنلندا) في فنلندا